# Draginja Ružić
Draginja Ružić, född 1834, död 1905, var en serbisk skådespelare. Hon tillhörde den första generationen av serbiska skådespelare, och räknas som en av de första primadonnorna på Nationalteatern i Novi Sad. Hon anses vara den första serbiska professionella skådespelerskan. Hon debuterade på Serbiens första teater, Nationalteatern i Novi Sad, då den öppnade 1860. 